# 圣雅屈莱潘
圣雅屈莱潘（法語：Saint-Jacut-les-Pins，法語發音：[sɛ̃ ʒaky le pɛ̃] ⓘ）是法国莫尔比昂省的一个市镇，属于瓦讷区。

## 地理
圣雅屈莱潘（47°41'7"N, 2°12'55"W）面积22.81 平方千米，位于法国布列塔尼大區莫尔比昂省，该省份为法国西北部沿海省份，位于布列塔尼半岛南部，北起阿摩尔滨海省、西接菲尼斯泰尔省，南濒大西洋，东南接大西洋卢瓦尔省，东临伊勒-维莱讷省。
与圣雅屈莱潘接壤的市镇（或旧市镇、城区）包括：佩亚克、乌斯特河畔圣樊尚、阿莱尔、圣戈尔贡、圣佩勒、卡当、马朗萨克。

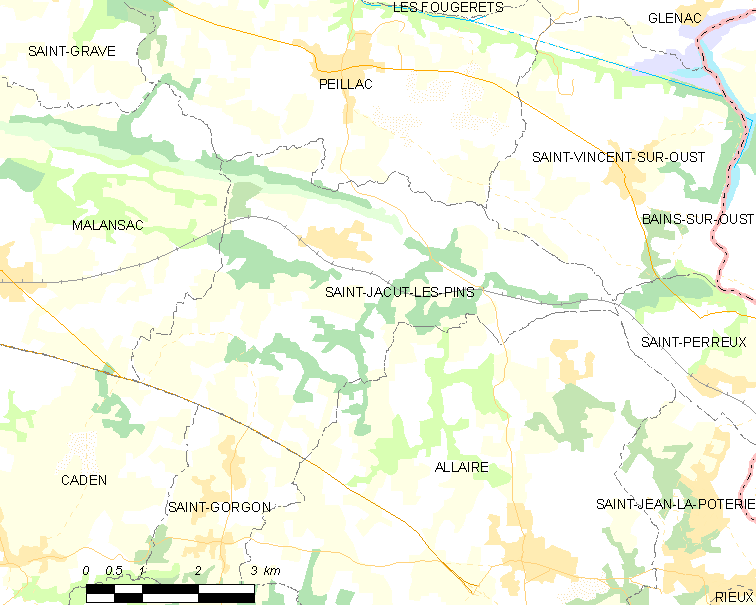
圣雅屈莱潘的OSM定位图

圣雅屈莱潘的时区为UTC+01:00、UTC+02:00（夏令时）。

## 行政
圣雅屈莱潘的邮政编码为56220，INSEE市镇编码为56221。

## 政治
圣雅屈莱潘所属的省级选区为盖尔县。

## 人口

1962-2008年间圣雅屈莱潘人口变化图示

圣雅屈莱潘于2022年1月1日时的人口数量为1733人。